# Dolmen de Fontenaille
Le dolmen de Fontenaille, appelé aussi pierre de Liaigues ou dolmen des Rochelles, est un dolmen situé sur le territoire de la commune de Champigny-le-Sec, dans le département de la Vienne.

## Protection
L'édifice est classé au titre des monuments historiques par arrêté du 18 septembre 1929.

## Caractéristiques
Le dolmen se compose d'une table de couverture de 3 m de long sur 2,5 m de large, inclinée vers l'ouest et reposant sur trois orthostates de respectivement 1,5 m de large pour 1,25 m de haut, 1,30 m de large sur 1 m et 1 m de large sur 0,75 m de haut. D'autres blocs gisent autour de l'édifice. Tous les blocs sont en
grès. Dès 1835, Le Touzé de Longuemar estimait que la chambre pouvait être plus longue que ce que les vestiges actuels laissent entrevoir.
Avec les autres dolmens voisins de Bel Air et du Clos du Renard, désormais disparus, l'ensemble est parfois mentionné comme les Cinq pierres de Liaigues.
Lors de fouilles intempestives menées en 1838, des ossements humains, correspondant à quatre adultes, deux adolescents et deux enfants, ainsi que des fragments de poteries de couleur noire furent retrouvés.